# Mlîn, Sambir
Mlîn (în ucraineană Млин) este un sat în comuna Ciukva din raionul Sambir, regiunea Liov, Ucraina.

## Demografie
Componența lingvistică a localității Mlîn
     Ucraineană (100%)
Conform recensământului din 2001, toată populația localității Mlîn era vorbitoare de ucraineană (100%).